# 東名ジャンクション

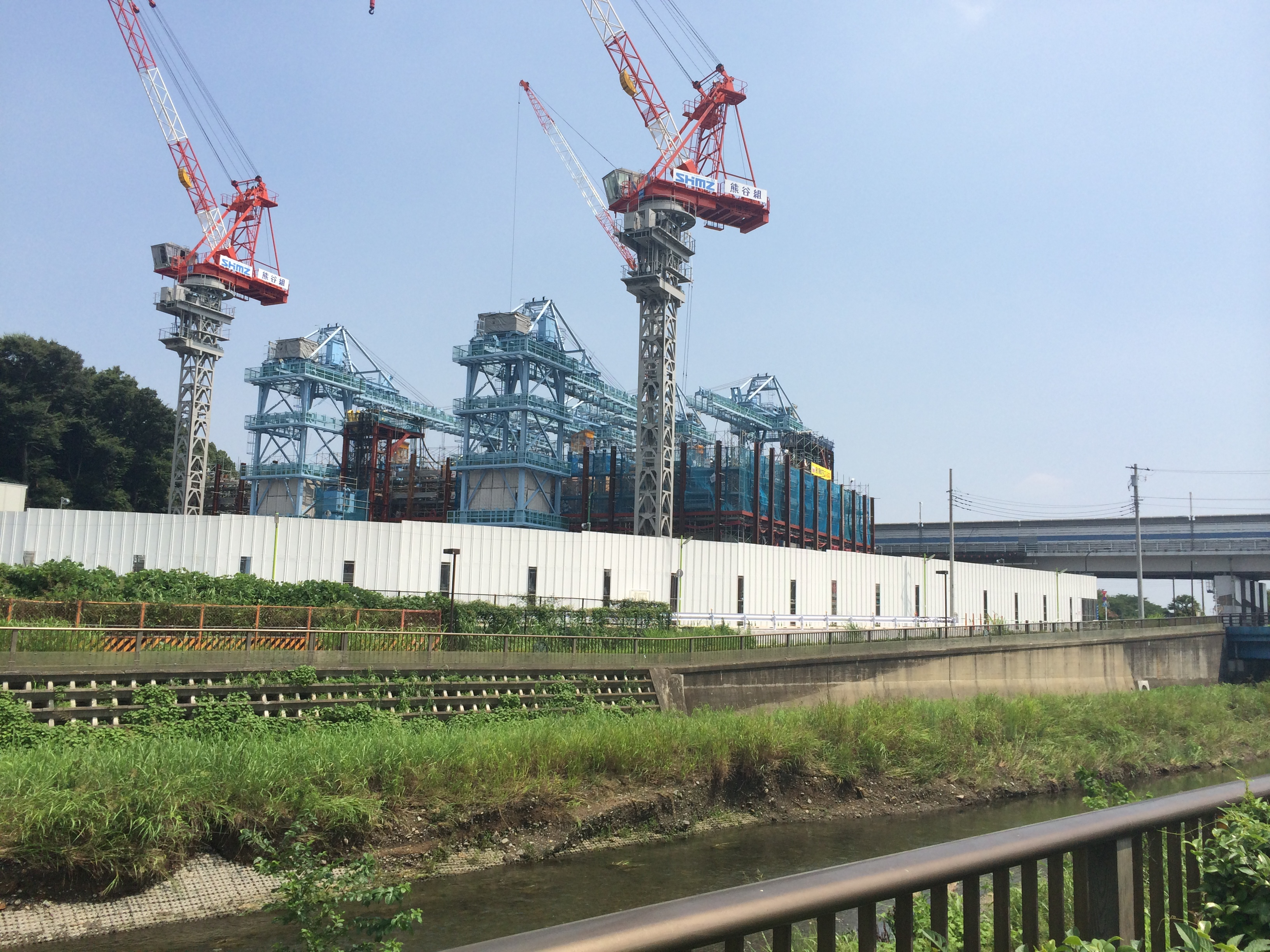
東京外環トンネルシールド立坑工事現場（2014年7月撮影）

東名ジャンクション（とうめいジャンクション）は、東京都世田谷区に建設中の東名高速道路と東京外環自動車道（東京外かく環状道路）を接続するジャンクションである（名称は仮称）。
東京外かく環状道路の東名 - 関越道区間は2012年（平成24年）9月に着工した。
東京外かく環状道路の当JCT以南、首都高速湾岸線に至る区間については、2022年（令和4年）6月の時点で調査中であり、事業化されていない。

## 道路
- E1 東名高速道路
- C3 東京外かく環状道路

## 歴史
- 2012年（平成24年）9月5日 : 着工[2]。
- 2018年（平成30年） - 大泉方面にシールドマシンが発進。

## 隣
E1 東名高速道路
(1) 東京IC - 東名JCT（事業中） - 東京TB/向ヶ丘BS - (3) 東名川崎IC
C3 東京外かく環状道路
東名JCT（事業中） - 中央JCT/東八道路IC（事業中）